# 에티오피아 항공
에티오피아 항공(영어: Ethiopian Airlines, 암하라어: የኢትዮጵያ አየር መንገድ)은 에티오피아의 항공사이자, 스타얼라이언스의 가맹사다. 허브 공항은 아디스아바바 볼레 국제공항이다.

## 역사
1945년 에티오피아 제국의 마지막 황제였던 하일레 셀라시에 1세가 미국 트랜스월드 항공의 도움을 받아 회사를 세웠다. TAAG앙골라항공, 남아프리카 항공과 함께 사하라 사막 이남 지역에서 수익을 내는 몇 안 되는 항공사로 알려져 있다. 1946년 4월 이집트 카이로에 첫 운항을 했다. 1958년 프랑크푸르트로 장거리 운항을 시작한 후 1963년에 케냐의 수도 나이로비에 취항했다. 1998년 대서양 횡단 항로를 개설했다. 2011년 스타얼라이언스에 가맹했다. 또한 아프리카, 아시아, 유럽으로 화물 운송 서비스도 제공하고 있다. 대한민국에는 2013년 6월 19일에 취항했다.

## 운항 노선
- 2017년 10월 기준으로 에티오피아 항공은 다음과 같은 노선을 운항하고 있다.

### 코드셰어 협정
- 에티오피아 항공은 다음과 같은 항공사와 코드셰어를 하고 있으며 * 표시는 스타얼라이언스 가맹사에 해당된다.

| - ASKY 항공 - LAM 모잠비크 항공 - TAP 포르투갈 (스타얼라이언스) - 남아프리카 항공 (스타얼라이언스) - 루프트한자 (스타얼라이언스) - 르완다 항공 - 브뤼셀 항공 (스타얼라이언스) - 사우디아 항공 (스카이팀) - 스칸디나비아 항공 (스카이팀) - 싱가포르 항공 (스타얼라이언스) | - 아시아나항공 (스타얼라이언스) - 에어 인디아 (스타얼라이언스) - 오만 항공 - 오스트리아 항공 (스타얼라이언스) - 유나이티드 항공 (스타얼라이언스) - 이집트 항공 (스타얼라이언스) - 전일본공수 (스타얼라이언스) - 중국국제항공 (스타얼라이언스) - 쿠웨이트 항공 - 터키항공 (스타얼라이언스) |  |

## 보유 기종

### 현재 보유중인 기종
- 2021년 4월 기준으로 에티오피아 항공은 다음과 같은 기종을 보유하고 있으며 평균 기령은 9.2년이다.[2][3]

## 사건 및 사고
- 1996년 수도 아디스아바바를 이륙한 보잉 767-200ER 기종의 에티오피아 항공 961편 항공기가 3명의 에티오피아 반정부 테러범들에게 납치당했다.
- 2010년 에티오피아 항공 409편 보잉 737-800 항공기가 지중해에 추락하면서 탑승객 90명 가운데 82명이 목숨을 잃었다.
- 2019년 에티오피아 항공 302편 보잉 737 MAX 8 항공기가 이륙 6분만에 추락하여 전원 사망했다.
- 2020년 브라질 상파울루와 아디스아바바를 거쳐 칠레 산티아고를 가려던 에티오피아 카고는 출발지인 푸둥 국제공항에서 에티오피아항공 화물기 보잉 777 화물기에 불이 붙었다. 부상자는 보고되지 않았다.

## 사진

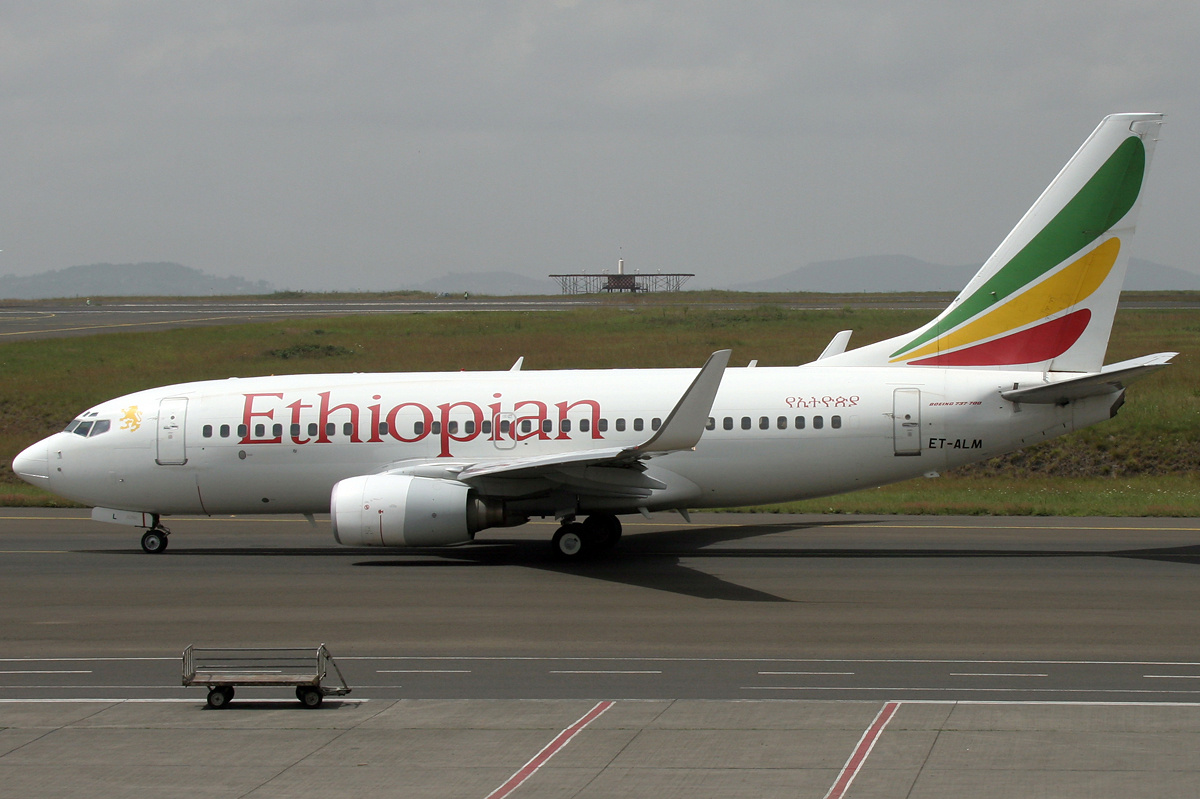
에티오피아 항공의 보잉 737-700
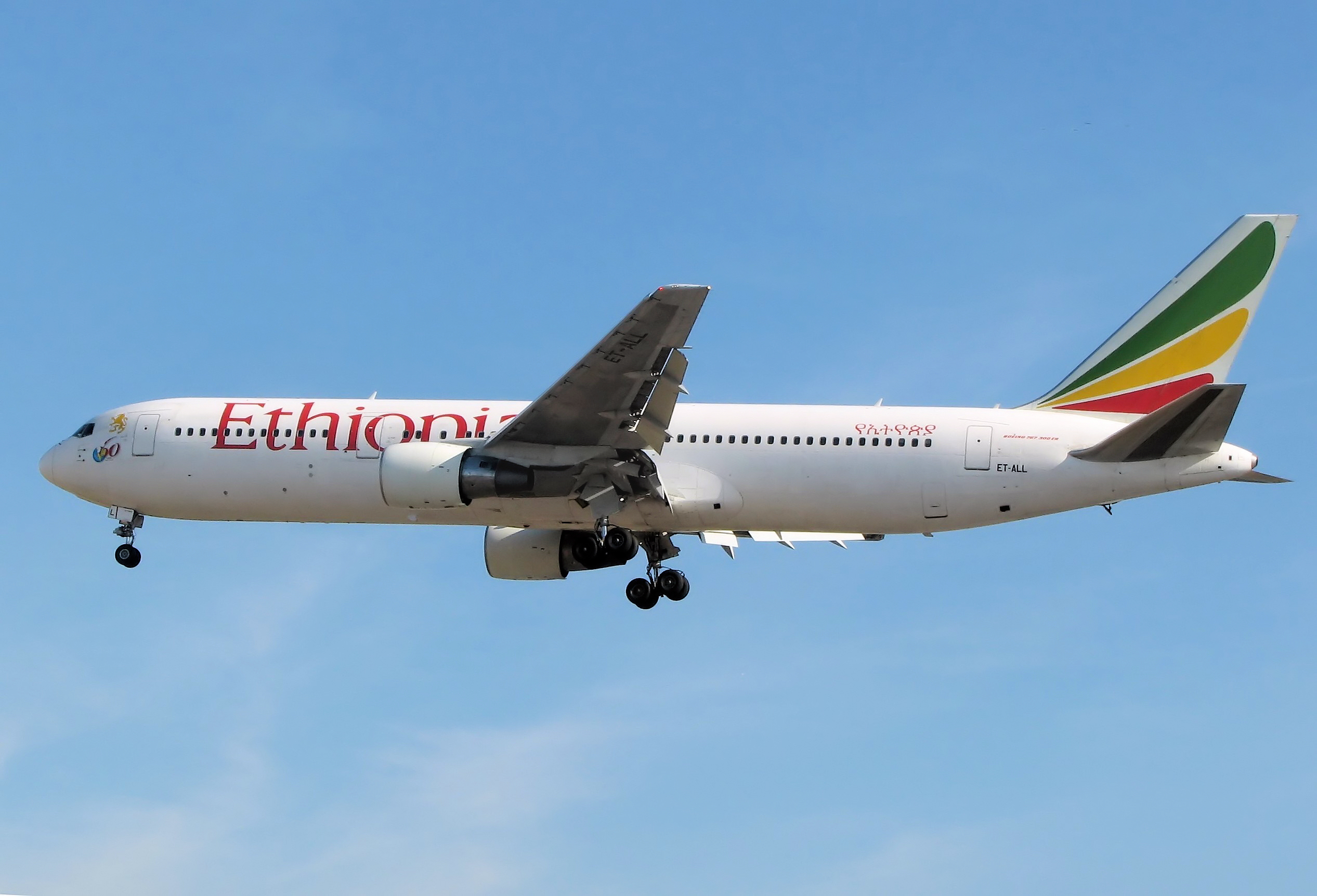
에티오피아 항공의 보잉 767-300ER
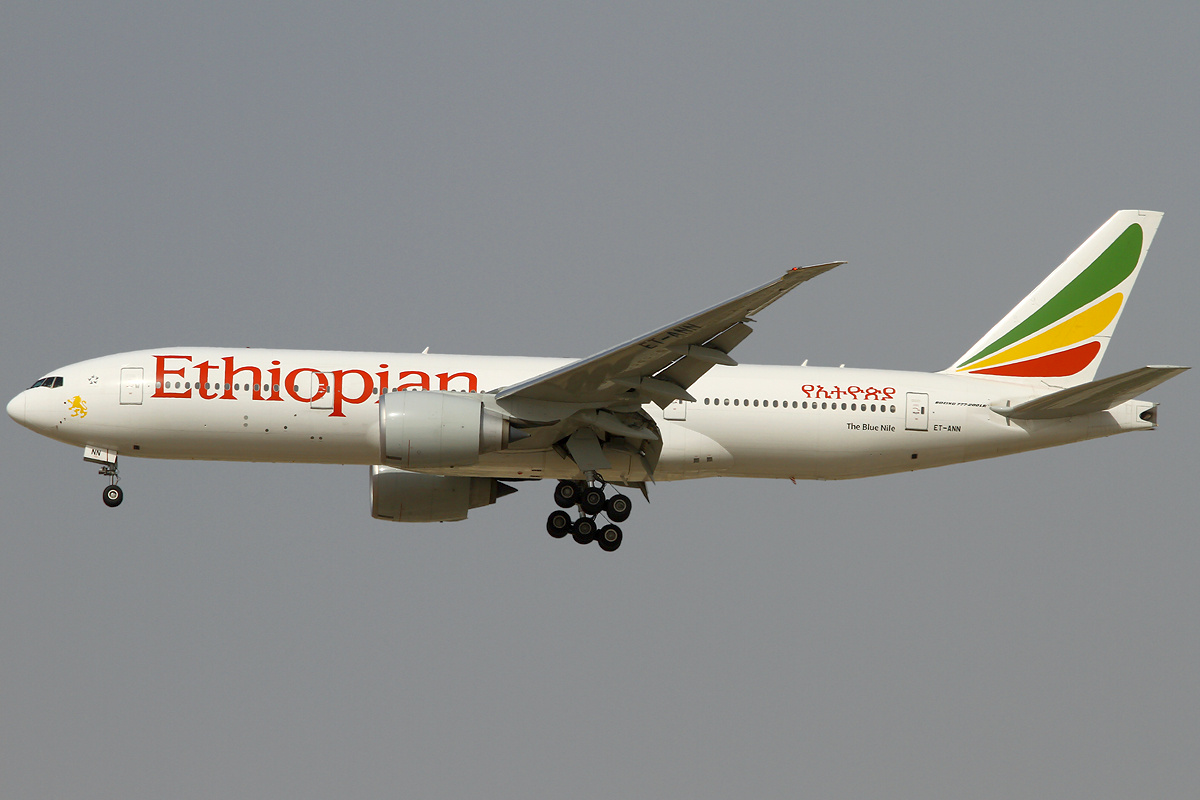
에티오피아 항공의 보잉 777-200LR
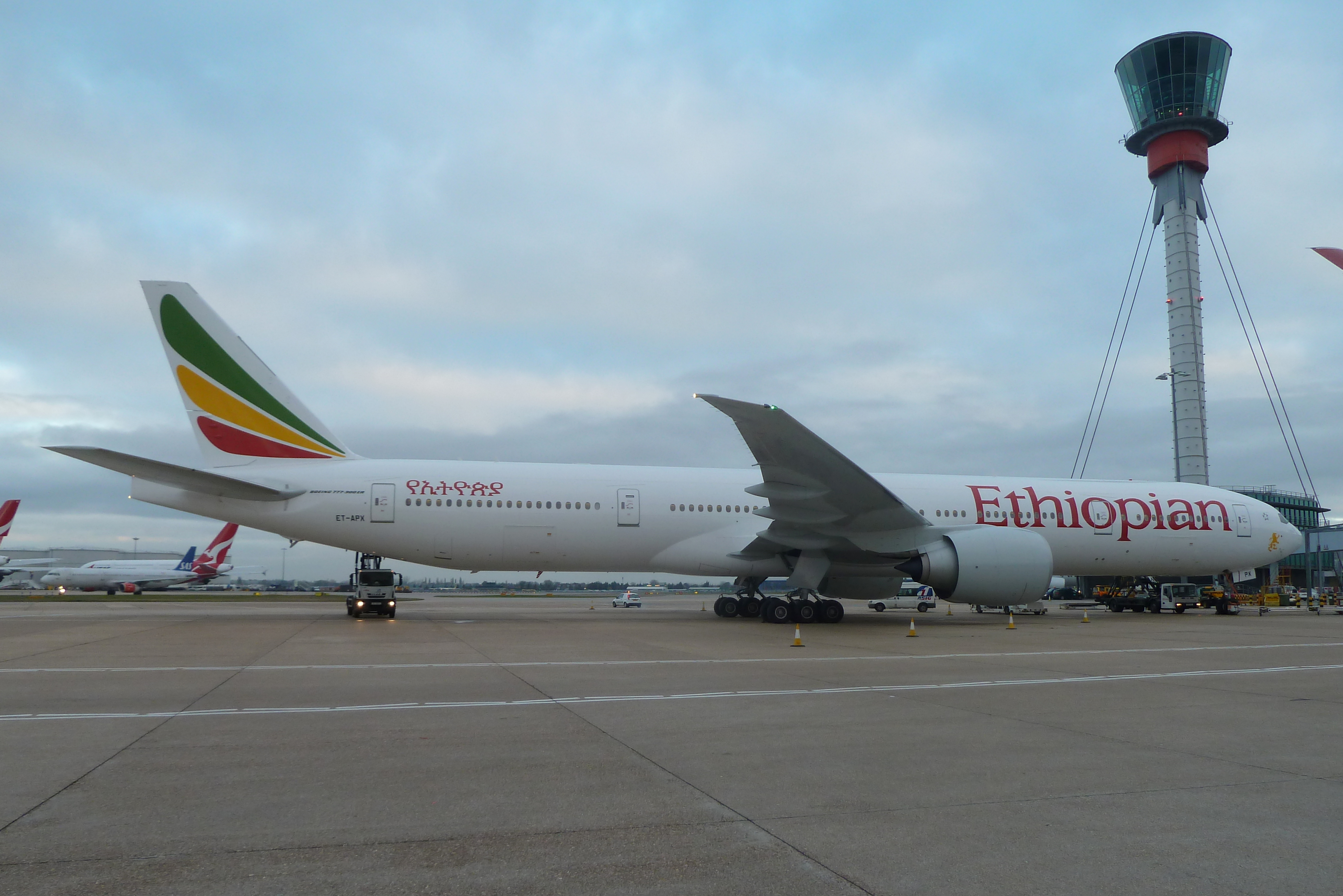
에티오피아 항공의 보잉 777-300ER
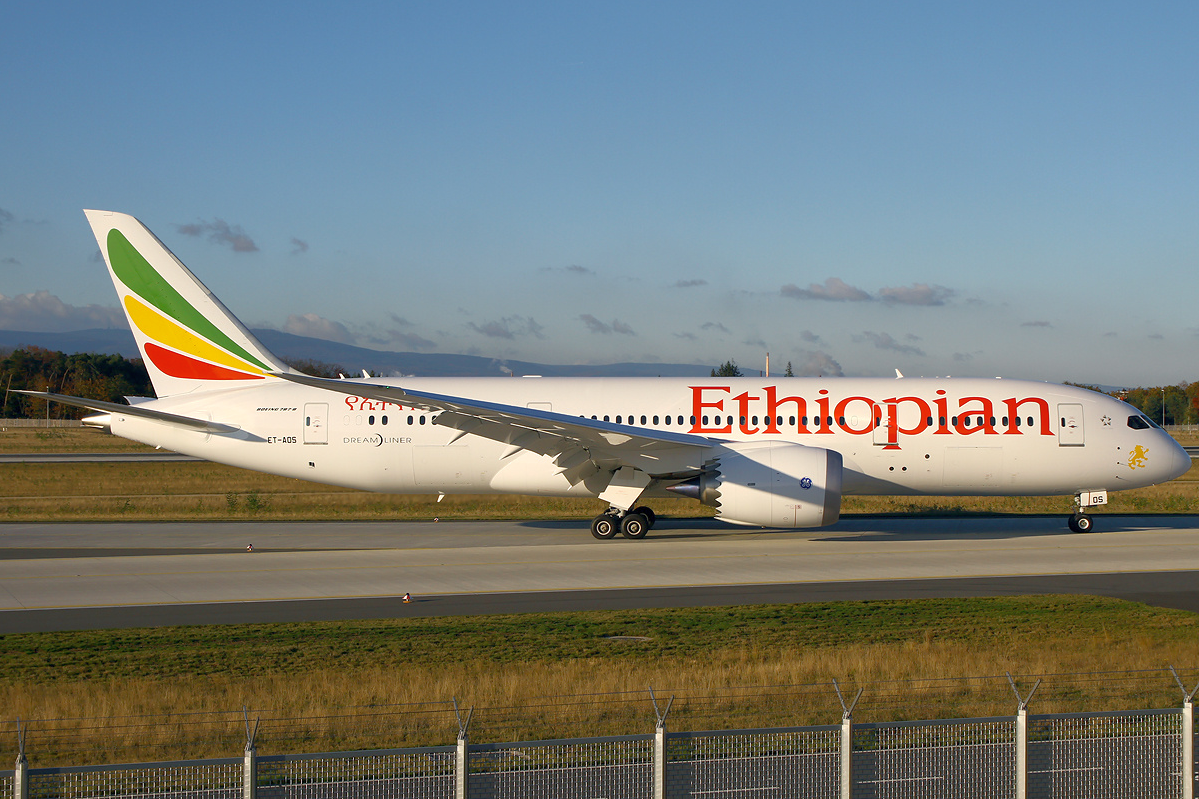
에티오피아 항공의 보잉 787-8
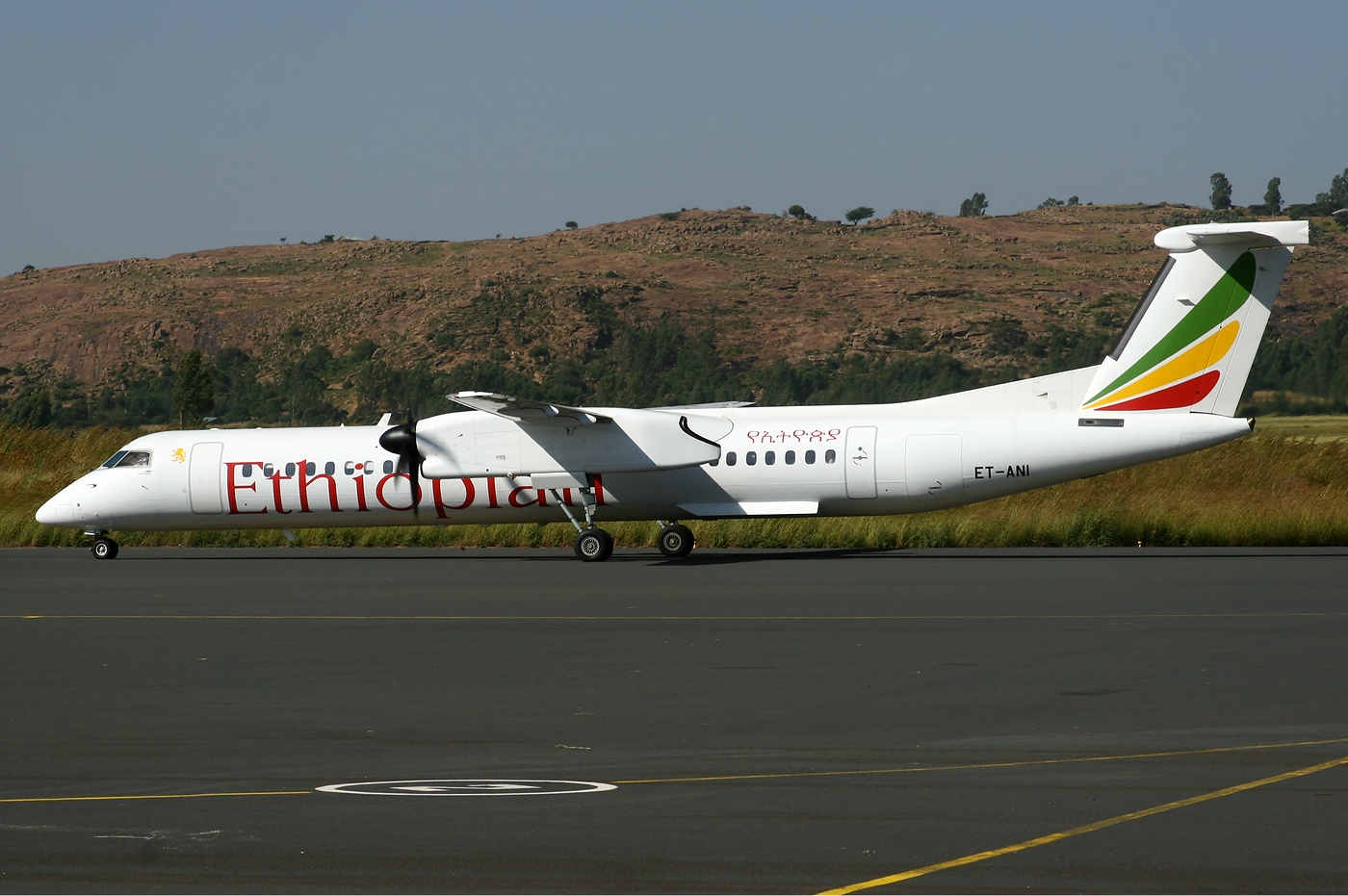
에티오피아 항공의 봄바디어 대쉬 8 Q400